# Franz Vogler
Franz Vogler (* 15. August 1944 in Oberstdorf) ist ein ehemaliger deutscher Skirennläufer.

## Biografie
Vogler feierte den größten Erfolg seiner Karriere bei den Alpinen Skiweltmeisterschaften 1966 in Portillo, als er als 21-Jähriger am 7. August in der Abfahrt hinter den beiden Franzosen Jean-Claude Killy und Léo Lacroix die Bronzemedaille gewinnen konnte. Er war ein Läufer der Gruppe 2 (mit Start-Nr. 23) und zählte daher zu diesem Zeitpunkt nicht zu den „Eliteläufern“. – Im Riesenslalom am 10./11. August startete er mit Nr. 47 und im Slalom am 14. August mit der Nr. 37, er verfiel beidesmal wegen eines Torfehlers der Disqualifikation. Er war vom DSV für diese Weltmeisterschaften gar nicht nominiert worden (Begründung: mangelndes technisches Können und noch zu jung), doch die Bewohner seiner Heimatgemeinde sammelten das Geld für seinen Flug.
Zwei Jahre später bei den Olympischen Winterspielen in Grenoble gelang es ihm nicht, diesen Erfolg zu bestätigen, und er belegte nur den 15. Rang in der Abfahrt. 1969 und 1971 errang Vogler den Titel des Deutschen Meisters in der Abfahrt. Zur Abfahrt bei den Alpinen Skiweltmeisterschaften 1970 hatte er nicht antreten können, weil er drei Tage vor dem Rennen im Training auf der Saslong-Piste schwer gestürzt war und sich eine große Schnittwunde am linken Knie zugezogen hatte.
Bei den Olympischen Winterspielen 1972 in Sapporo wurde er nur 24. Zwei Wochen später gelang ihm dann im US-amerikanischen Crystal Mountain der einzige Weltcupsieg seiner Karriere. Seine ersten Platzierungen im Weltcup waren – jeweils in der Abfahrt – Rang 10 am 14. Januar 1967 am Lauberhorn, bereits eine Woche später belegte er am Hahnenkamm Rang 2 und am 27. Januar wurde er in Megève Dritter; diese Platzierung erreichte er auch am 2. Februar 1969 bei der Kandahar-Abfahrt in St. Anton am Arlberg. Nochmals Rang 2 wurde es am 31. Januar 1971 bei der zweiten Abfahrt in Megève.
Nach der Saison 1971/72 zog sich Vogler vom Wettkampfsport zurück und arbeitete als Architekt in Oslo und Oberstdorf. Allerdings kam es in der Saison 1973/74 zu einem Comeback.

## Weltcup
Vogler errang insgesamt 6 Podestplätze, davon 1 Sieg:
| Datum            | Ort              | Land               | Disziplin |
| ---------------- | ---------------- | ------------------ | --------- |
| 26. Februar 1972 | Crystal Mountain | Vereinigte Staaten | Abfahrt   |